# Gene Clark
Harold Eugene "Gene" Clark (17. november 1944 i Tipton, Missouri – 24. maj 1991) var en amerikansk sanger og sangskriver og et af de oprindelige medlemmer af folk rock gruppen The Byrds.
Gene Clark er bedst kendt som Byrds' betydeligste sangskriver mellem 1964 og 1966. Som soloartist skabte han en række indflydelsesrige albums inden for diverse genrer, men fik aldrig nogen stor kommerciel succes. Clark var en af de første rockmusikere til at eksperimentere med genrene psykedelisk rock, bluegrass og country rock.
Født i Tipton, Missouri, som tredje barn ud af tretten, begyndte Clark at spille guitar i en alder af ni år. Snart kunne han spille sange af Hank Williams, Elvis Presley og The Everly Brothers. 
Som ung mand spillede han i flere folk bands inden han flyttede til Los Angeles og mødte Roger McGuinn. I 1964 dannede de The Byrds. Gene Clark skrev eller bidrog til mange af Byrds' originale hits, herunder: "I'll Feel a Whole Lot Better", "Set You Free This Time", "Here Without You", "If You're Gone", "The World Turns All Around Her", "She Don't Care About Time" og "Eight Miles High".
Grundet beslutningen om at lade McGuinn synge lead vokal på de fleste af Byrds' covers af Bob Dylan – samt en kronisk flyskræk – forlod Clark bandet i 1966. I 1967 indspillede han sin første soloplade 'Gene Clark with the Gosdin Brothers', der blandede pop, folk og barok-psykedelisk rock. Af hans andre soloudgivelse kan især fremhæves 'White Light fra 1971 og 'No Other' fra 1974. 
Efter en kort genforening med Byrds dannede han Dillard & Clark med banjospilleren Doug Dillard. De udgav to country rock og  bluegrass inspirerede albums: 'The Fantastic Expedition of Dillard & Clark' og 'Through the Morning Through the Night'. Begge solgte dårligt, men er siden udråbt som klassikere inden for genren. 
Clark døde den 24 maj 1991 af et hjertestop. Han blev 46 år gammel. Clarks helbred var på det tidspunk i en dårlig forfatning, blandt andet på grund af et stort alkoholforbrug.  

## Diskografi
- Gene Clark with the Gosdin Brothers (1967)
- The Fantastic Expedition of Dillard & Clark (1968) – med Doug Dillard
- Through the Morning Through the Nigh (1969) – med Doug Dillard
- White Light alias Gene Clark (1971)
- Roadmaster (1972)
- No Other (1974)
- Two Sides to Every Story (1977)
- McGuinn, Clark & Hillman (1978) – med Roger McGuinn og Chris Hillman
- City (1980) – med Roger McGuinn og Chris Hillman
- Firebyrd (1984)
- So Rebellious a Lover (1987) – med Carla Olson